# Maracaiba zuliae
Maracaiba zuliae — вид сцинкоподібних ящірок родини сцинкових (Scincidae). Мешкає у Венесуелі і Колумбії.

## Поширення і екологія
Maracaiba zuliae мешкають в басейні озера Маракайбо у венесуельських штатах Сулія, Мерида і Трухільйо, а також в горах Сьєрра-де-Періха на кордоні Колумбії і Венесуели. Вони живуть на узліссях вологих гірських тропічних лісів, в рідколіссях і садах, поблизу людських поселень. Зустрічаються на висоті до 1500 м над рівнем моря.